# Ségrégation raciale dans les forces armées des États-Unis

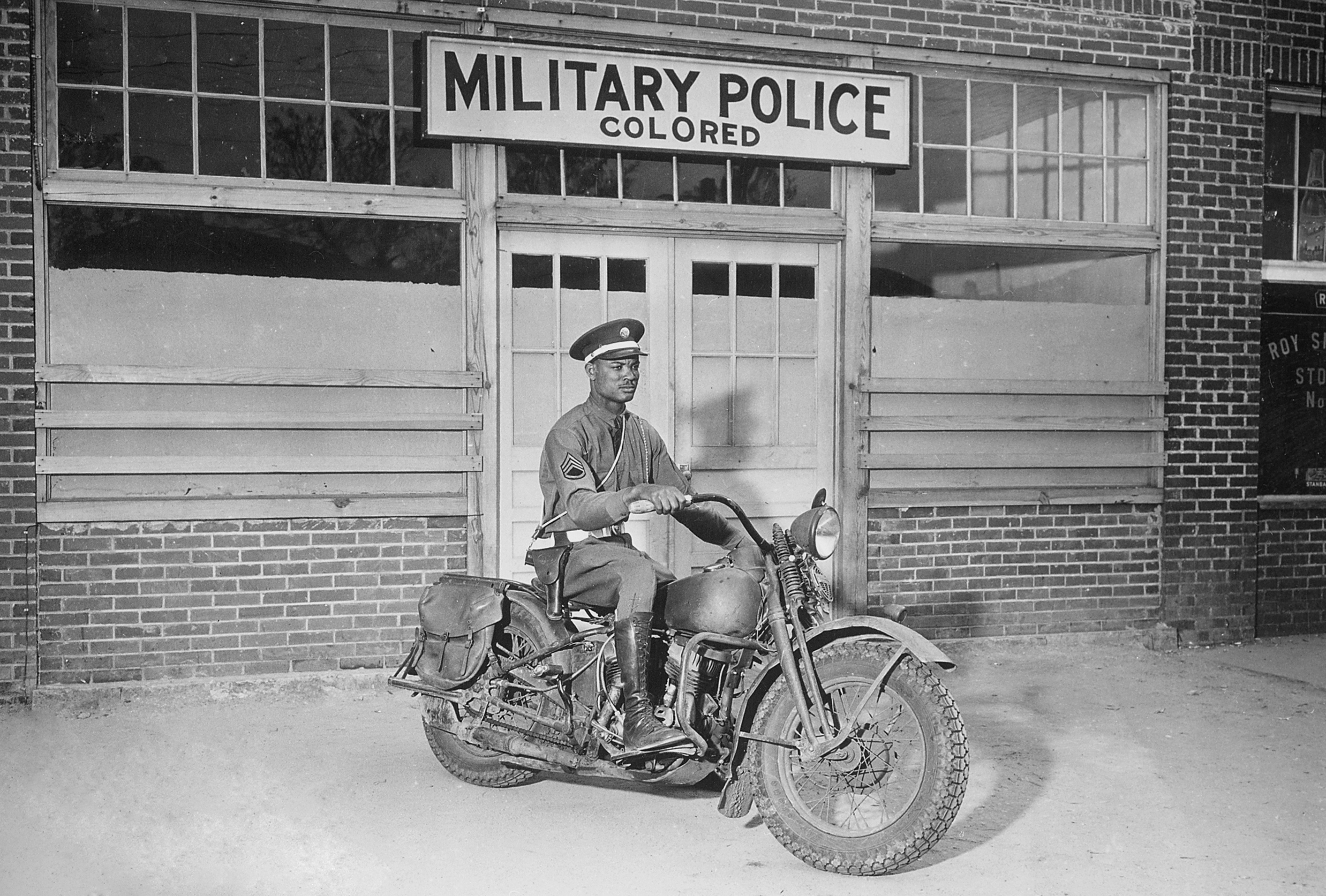
Un policier militaire noir stationné devant un casernement réservé en avril 1942.

Les Forces armées des États-Unis pratiquaient la ségrégation raciale jusque dans les années 1950, avec différentes mises en œuvres suivant les branches.

## Avant la Révolution américaine
Sous la période coloniale, et notamment au XVIIIe siècle, les Afro-américains, à l'époque esclaves, sont partie prenante forcée des conflits coloniaux. Certains profitent d'ailleurs de leur enrôlement pour s'émanciper.

## US Army

### Militia Acts
Peu après la déclaration d'indépendance des États-Unis, les Militia Acts (en) excluent explicitement les hommes noirs de l'armée, cette interdiction perdurant jusqu'à la Guerre de Sécession.

### Première Guerre mondiale
Durant la Première Guerre mondiale, la plupart des Afro-Américains souhaitant s'engager sont cantonnés à des rôles non-combattants, notamment dans l'intendance et le matériel. Toutefois des exceptions existent : les 92e et 93e divisions d'infanterie comportent des soldats Afro-américains. Les 369e et 370e, dont les membres sont respectivement surnommés « Harlem Hellfighters » et « Black Devils », sont intégrés à l'armée de terre française. 170 soldats des « Harlem Hellfighters » sont décorés de la Croix de guerre.

## US Navy

### Militia Acts
Lors de l'adoption des Militia Acts, la Marine se montre plus inclusive que l'armée de terre et accepte les hommes de toutes origines. En revanche, à partir de 1840, des règlements sont promulgués afin de limiter le nombre des Afro-Américains à 5 % maximum.

### Guerre de Sécession
Après le début de la guerre, la proportion de soldats noirs augmente très rapidement. Très inférieure au quota de 5 % en 1860, elle atteint 6 % en 1861 et 18 % l'année suivante. Traditionnellement, jusqu'en 1973, l'historiographie de la guerre de Sécession estimait que les soldats noirs constituaient environ un quart de l'effectif, soit 29 511 hommes. La thèse de David L. Valuska, s'appuyant sur les registres d'enrôlement, abaisse ce nombre à un peu mois de dix mille. L'utilisation, dans les années 1990, de registres plus complets permet de compléter ce travail et d'estimer le nombre d'enrôlés d’origine afro-américaine dans la Marine à environ dix-huit mille hommes et onze femmes, soit environ un cinquième de l'effectif, ce qui constitue une proportion presque deux fois plus élevée que dans l'US Army.

## Fin de la ségrégation
À la fin de la Seconde Guerre mondiale, le président Harry S. Truman lance une politique d'inspection interarmées pour préparer la fin de la ségrégation. Cette inspection est organisée par Robert P. Patterson qui nomme trois commissaires en septembre 1945. En avril 1946 le premier rapport considère que « toute considération de race devrait être éliminée, dès que ce sera possible ». Devant la perpétration d'actes de violence visant les soldats noirs et leurs familles, ainsi que le retard législatif que prend le projet, le président en janvier 1948 décide d'agir par voie administrative plutôt que par vote des représentants. Le 26 juillet de la même année, il publie l'ordre exécutif 9981 : 

« Le président déclare par la présente qu'il doit y avoir une égalité de traitement et d'opportunité pour toutes les personnes dans les forces armées, sans considération de race, de couleur, de religion ou d'origine nationale,. »

À l'occasion de la guerre de Corée, des réintégrations de corps ségrégués sont progressivement menées jusqu'en 1952. En octobre 1953, 95 % des effectifs de l'armée sont non-ségrégués.